# 세바역
세바역(일본어: 洗馬駅)은 일본 나가노현 시오지리시에 있는 도카이 여객철도 주오 본선의 역이다.

## 역 구조 및 승강장
역사에 면하는 단선 승강장 1면 1선과, 섬식 승강장 1면 2선, 합계 2면 3선의 승강장을 가지는 지상역. 서로의 승강장은 과선교로 연락하고 있다. 1·3번선을 본선으로 있어, 대피선인 2번선은 2009년 3월 시점에서는 하행 열차 1개만이 특급 통과 대기에 사용하고 있지만, 2010년 3월 개정으로 설정이 없어졌다.
일본국유철도 분할 민영화 전에 잠시 업무 위탁되었지만 머지않아 무인화되어, 현재는 기소후쿠시마역 관리의 무인역이다. 1909년 축의 목조 역사가 남아져 있어, 맞이방의 부분이 그대로 이용되고 있다. 매표구, 하물 창구는 널빤지화 되고 있다. 구 사무실은 보선 직원의 대기소로서 이용되고 있다.
| 1 | ■ 주오 본선     | 하행 | 나가노 · 시오지리 방면   |
| 2 | 〈예비 승강장〉 |      |                          |
| 3 | ■ 주오 본선     | 상행 | 나카쓰가와 · 나고야 방면 |

## 역 주변
- 국도 제19호선
- 조코지
- 나카센도 세바주쿠

## 이용 현황
1일 평균 승차 인원은 이하의 것으로 되고 있다.
- 1999년도 - 127명
- 2000년도 - 118명
- 2001년도 - 117명
- 2002년도 - 103명
- 2003년도 - 93명
- 2004년도 - 91명
- 2005년도 - 95명
- 2006년도 - 102명
- 2007년도 - 92명
- 2008년도 - 82명

## 역사
- 1909년 12월 1일 : 일본국유철도 주오 토선 시오지리 - 나라이 간 개통과 동시에 개업. 여객 및 화물의 취급을 개시.
- 1911년 5월 1일 : 선로 명칭 제정. 이 역을 포함한 주오 토선이 주오 본선으로 개칭 되었다.
- 1972년 11월 30일 : 화물의 취급을 폐지.
- 1987년 4월 1일 : 일본국유철도 분할 민영화에 의해 도카이 여객철도의 역이 된다.

## 인접 역
| 도카이 여객철도 주오 본선 | 도카이 여객철도 주오 본선 | 도카이 여객철도 주오 본선       |
| ------------------------- | ------------------------- | ------------------------------- |
| 시오지리 시오지리 역 방면 | ■ 주오 본선               | 히데시오 나카쓰가와·나고야 방면 |